# Битка код Салицеса
Битка код Салицеса или битка код Врба вођена је 377. године између готске војске под Фритигерном са једне и римске војске Мезије са друге стране. Део је Готског рата, а завршена је неодлучним исходом.

## Битка
Битка је добила назив по градићу Ад Салицесу што на латинском дословно значи "код Врба". Тачна локација места није позната. Римску војску предводиле су војсковође Рихомер, Трајан и Профутур. Римљани су повели поход на Готе како би их казнили због подизања устанка. Њихова војска била је бројчано слабија од готске. Битка је вођена током целог дана. У једном тренутку, Готи су разбили лево римско крило. Ипак, Римљани су успели да потисну Готе. Обе стране имале су тешке губитке те је исход битке остао неизвестан. Римљани ће следеће године доживети велики пораз код Хадријанопоља у коме ће погинути сам цар Валенс.